# Европейский комиссар по вопросам юстиции
Европейский комиссар по вопросам юстиции (англ. European Commissioners for Justice) — должность в Европейской комиссии, введённая в 2019 году после разделения должности европейского комиссара по вопросам юстиции, прав потребителей и гендерного равенства (англ. European Commissioner for Justice, Consumers and Gender Equality) на должность, ответственную за вопросы юстиции, и должность по вопросам равенства. С 1 декабря 2019 года эту должность занимает Дидье Рейндерс.

## История
Должность введена в 2010 году во второй комиссии Баррозу под названием европейский комиссар по вопросам юстиции, фундаментальным правам и гражданству (англ. European Commissioner for Justice, Fundamental Rights and Citizenship) в результате разделения портфеля еврокомиссара по вопросам юстиции, свободы и безопасности на должность, ответственную за права человека, и должность по вопросам внутренних дел, аналогичную принятой в государствах должности министра внутренних дел, — европейский комиссар по внутренним делам.
В 2014 году Жан-Клод Юнкер переименовал должность в европейского комиссара по вопросам юстиции, прав потребителей и гендерного равенства при распределении портфелей новой комиссии.
В 2019 году при формировании комиссии фон дер Ляйен портфель европейского комиссара по вопросам юстиции, прав потребителей и гендерного равенства был разделен. Появились должность европейского комиссара по вопросам юстиции, описываемая в этой статье, и должность европейского комиссара по вопросам равенства.

## Портфолио
В соответствии с мандатом в область ответственности портфолио еврокомиссара по вопросам юстиции входят:
- подготовка плана действий по реализации Стокгольмской программы (пятилетнего плана для стран — членов Европейского союза в области правосудия и внутренних дел);
- функции по контролю и надзору над странами — членами ЕС за соблюдением фундаментальных прав при реализации программ ЕС;
- компетенции по вопросам, связанным с корпоративным управлением и социальной ответственностью (ранее находившиеся в комиссии по внутреннему рынку и услугам), а также по вопросам, связанным с делами потребителей.

В распоряжении комиссаров по вопросам юстиции и равенству при Еврокомиссии действуют генеральные директораты и агентства, содействующие им в выполнении своих обязанностей:
- генеральный директорат юстиции (до 2 июля 2010 года был частью генерального директората по вопросам юстиции, свободы и безопасности[6]; также в ноябре того же года в него был переведён директорат по равным возможностям из генерального директората по занятости, социальным делам и равным возможностям[7]);
- генеральный директорат по коммуникациям;
- Европейское агентство фундаментальных прав человека;
- бюро публикаций Европейского союза.